# Stits SA-2A Sky Baby

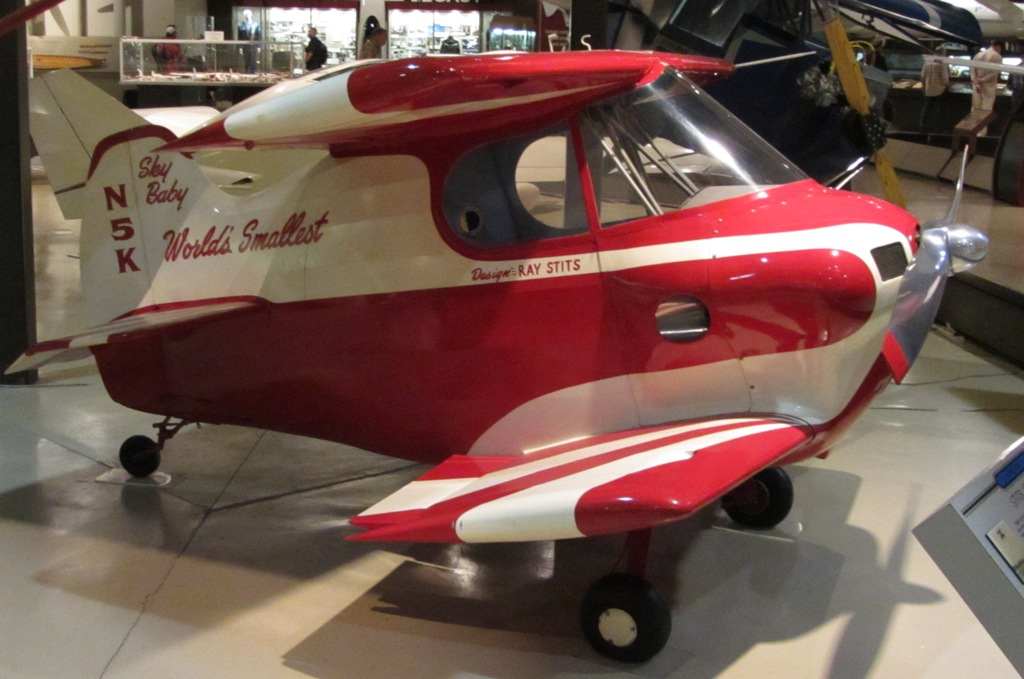

El Stits SA-2A Sky Baby fue un avión construido en casa diseñado para el desafío de reclamar el título de "El más pequeño del mundo".

## Especificaciones

### Características generales
- Tripulación: 1
- Longitud: 9 pies 10 in (3.00 m)
- Envergadura: 7 ft 2 in (2.18 m)
- Altura: 5 pies (1,5 m)
- Superficie del ala: 36,5 pies cuadrados (3,39 m²)
- Peso vacío: 452 lb (205 kg)
- Peso bruto: 666 lb (302 kg)
- Capacidad de combustible: 5 galones estadounidenses (19 L; 4.2 imp gal)
- Planta motriz: 1 continental C85 de cuatro cilindros, cuatro tiempos, motor de avión con inyección de agua, 112 CV (84 kW)
- Hélices: aluminio de 2 palas

### Rendimiento
- Velocidad máxima: 190 kn (220 mph, 350 km/h)
- Velocidad de crucero: 143 kn (165 mph, 266 km/h)
- Velocidad de parada: 52 kn (60 mph, 97 km/h)